# Pytheas fra Massalia
Grækeren Pytheas fra Massalia (Marseille) var en opdagelsesrejsende, der formentlig i sidste halvdel af det 4. århundrede f. Kr. foretog en rejse fra Middelhavsområdet til Nordvesteuropa. Vi kender ikke Pytheas fra Massalias fødsels- eller dødsår. Sædvanligvis dateres han efter disse fire fakta:
1. Han nævnes ikke af Aristoteles (384-322 f. Kr.)
2. Han modbeviste Eudoxos fra Knidos' (d. cirka 350 f. Kr.) teori om en fast polstjerne, i det han beskrev en geometrisk stjerneformation nær den himmelske pol, som siden bekræftedes af Hipparchos fra Nikaia (2. århundrede f. Kr.).
3. Han nævnes af Dikaiarchos fra Messina (d. cirka 285 f. Kr.)
4. Han nævnes af Timaios fra Tauromenion (cirka 360-250 f. Kr.)

Dette daterer hans voksenliv til en gang i den sidste halvdel af det 4. århundrede f. Kr.

## Sørejsen

### En periplus
Pytheas beskrev sin rejse i en periplus med titlen Om oceanet (Περι του Ωκεανου, translitteret: Peri tou Okeanos), som imidlertid er gået tabt bortset fra uddrag, citater og parafraser gjort af senere forfattere. Nogen av dem, som historikerne Polybios og Strabo, beskyldte Pytheas for at have skrevet om en fiktiv sørejse, men nutidens historikere mener, at Pytheas’ rejse er både mulig og sandsynlig.
Det menes, at rejsen kan forbindes med Alexander den Store, idet denne efter nogle kilder at dømme, planlagde at erobre det vestlige og nordlige Europa efter at have færdiggjort sine østlige felttog. Pytheas fra Massalias rejse kan da opfattes som en militær rekognoscering, og ikke en handels- eller opdagelsesrejse classic. Er teorien rigtig, hvad der er muligt men diskutabelt, indsnævres den sandsynlige datering til 330-320 f. Kr.
På grundlag af rejsen beregnede Pytheas omkredsen på Storbritannien med en præcision inden for 2,5 % af moderne beregninger. Det er antydninger af, at han benyttede polarstjernen for at navigere i henhold til breddegraden og desuden forstod forholdene med månefasernes høj- og lavvande. I det nordlige Spanien studerede han tidevandsbevægelserne og kan have knyttet årsagen til månen. Denne opdagelsen var kendt hos den græske stoiske filosof Poseidonios.
Pytheas var ikke den første til at sejle op i Nordsøen og rundt om de britiske øer. Handelen mellem Gallien (Det galliske Frankrig) og Storbritannien var allerede godt etableret, fiskere og andre sejlede til Orkneyøerne og sydlige Norge. I 300-tallet f.Kr. nævner den romerske forfatter Avienus en tidlig græsk sørejse, som måske blev gjort i 500-tallet f.Kr.

### Fra Marseille til Hålogaland
En hypotetisk rekonstruktion af Pytheas’ rejse går ud på, at han drog fra Marseille og enten rundt om den Iberiske halvø, eller over land gennem Frankrig til Bordeaux, der efter ad søvejen til sydspidsen af England, Plymouth, op igennem det Irske Hav, forbi Man, Hebriderne, Orkneyøerne, Shetlandsøerne, krydsede Nordsøen til Norge og fulgte den norske kyst nord på i seks dage, måske så langt nord som i nærheden af Polarcirkelen og nogen af de ydre øer i Hålogaland som Træna eller Dønna – det land, som han kaldte for "Thule". Et citat fortæller, at han så dele af solen over synsranden ved midnat. Der efter vendte han syd på ad samme vej langs den norske kyst men fortsatte ny syd på til Danmark, hvor han fulgte den jyske vestkyst til Helgoland og videre gennem den engelske kanal tilbage til Bordeaux.
Hvor langt nord på, Pytheas kom, er usikkert, og netop derfor er Thule blevet et generelt begreb for "meget langt mod nord". Antagelig nåede han Thule eller Hålogaland på sensommeren og blev der over vinteren. Det stemmer overens med beskrivelsen af issjap og havståge, som var ukendt og mærkelig for en søfarer fra Middelhavet. Ordet Thule menes at komme fra det keltiske 'tual', forbjerg. Sammensat i den latinske betegnelse ultima Tyle bliver det da til "det yderste forbjerg". Og Thule bliver beskrevet som den yderste af De Britiske Øer, seks dages og nætters sejlads nord for Berrice, som efter al sandsynlighed er Mainland på Shetlandsøerne. Derfor kan Thule også være Færøerne.

### Iagttagelser under rejsen
Besøget af Cornwall på de britiske øer var vigtig, eftersom stedet var det vigtigste sted for udvinding af tin. Pytheas studerede produktionen der.

#### Tidevand
I løbet af hans sejlads langs de britiske øer opdagede han, at tidevandet gik ret højt der. Han nedtegnede det lokale navn på øen på græsk som Prettanike, hvilket Diodorus senere tolkede som Pretannia. Dette støtter teorien om, at kystbefolkningen ved Cornwall kan have kaldt sig selv for Pretani eller Priteni, hvilket minder om det skotske folk piktere, som romerne kaldte for Picti. Pytheas er også blevet citeret for at referere til de britiske øer som "pretaniernes øer".

#### Havtåge
Pytheas fortalte, at "at barbarerne viste ham det sted, hvor solen gik i seng", og han noterede, at solen i Thule kun viste sig i to eller tre timer. En dag længere nord på var der kun hav. Strabon siger:
Pytheas fortæller også om vandet omkring Thule og om de steder, hvor land i egentlig mening ikke længere eksisterer, hverken hav eller luft, men en blanding af disse tingene, som en "vand-lunge", som det er sagt at jord og vand og alle disse tingene er i suspension (manglende) som om dette er noget, som var en forbindelse mellem alle disse elementer, hvor man hverken kan gå eller sejle.
Begrebet "vand-lunge" betyder egentlig manet, og moderne forskere mener, at Pytheas forsøgte at forklare formationen af issjap, som bliver dannet på yderkanten af drivis, hvor havet og sneslaps bliver dækket af tåge.

#### Ravøen
Efter at have fuldført sine studier af de britiske øer rejste Pytheas nord over til Nordsøen, hvor han kan have besøgt en ø, hvor der var rav, en vigtig handelsvare den gang. I henhold til encyklopediske værk Naturalis Historia af Plinius den ældre:
Pytheas fortæller, at gutonerne, en stamme i Germanien,, befolker kysten af en flodmunding ved en sø ved navn Mentonomon, (...) en dags sejlads fra dette område, ligger øen Abalus, hvor rav bliver kastet op af bølgerne om foråret, det er en udsondring af søen i en koncentreret form; som ejerne af dette rav også benytter som en form for brændsel, og sælger det til sine naboer, teutonene.
Den ø, der her er tale om, kan have været Helgoland, Zeeland i dagens Nederland, men også vestkysten af Danmark, mens visse forskeres fortolkning, at det kunne være steder med rav i Østersøen, som Gdansk og ved kysten af Polen, sikkert ligger for langt fra rejseruten.

## Vurderinger
Det er sandsynligt at hans tabte rejseskildring, "Om Oceanet" er urkilden til oldtidens overleveringer om Nordeuropa. Værket kendes nu kun i 36 sikre fragmenter, det vil sige fragmenter, hvori Pytheas' navn er nævnt, og en hel del mere eller mindre plausible fragmenter. De sikre fragmenter kommer først og fremmest fra Strabons Geografi (omkring Kr. f.) og Plinius den Ældres Naturalis Historia  (skrevet før 79 e. Kr.). De mere omdiskuterede kommer især fra Diodorus Siculus og Pomponius Mela.
Plinius den Ældre skriver i sin Naturalis Historia XXXVII, 35:
"Pytheas siger, at Gutonerne (var. Guioner), en stamme i Germanien, der bor ved en tidevandskyst på oceankysten ved navn Mentonomon (?) . . . En dags sejlads derfra ligger øen Abalus (Nordvestjylland eller Helgoland). Derhen drives (ravet) ved forårstid af bølgerne, og det er en fast udsondring fra havet. Indbyggerne bruger det som brændsel og sælger det til deres slægtninge Teutonerne".
Når hans værk ikke er bevaret, skyldes det først og fremmest det noget tilfældige overleveringsmønster af antikke tekster. Af antikke forfattere er kun Polybios og gennem ham Strabon for alvor kritiske. For den førstes vedkommende havde han selv påstået at være den første græker vest for Herakles' søjler, og det er formentlig en del af grunden til hans kritik af Pytheas. Den anden, Strabon, havde en opfattelse af Nordvesteuropas geografi, der gør store dele af hans værk til det rene sludder, hvad angår geografisk korrekthed. Dette skyldes ikke mindst, at Strabon var stoiker, og derfor havde et klart filosofisk udgangspunkt, der antog at den nordligste del af verden, var 'den frosne zone', hvor mennesker ikke kunne leve.